# Kościół Adwentystów Dnia Siódmego w Niemczech

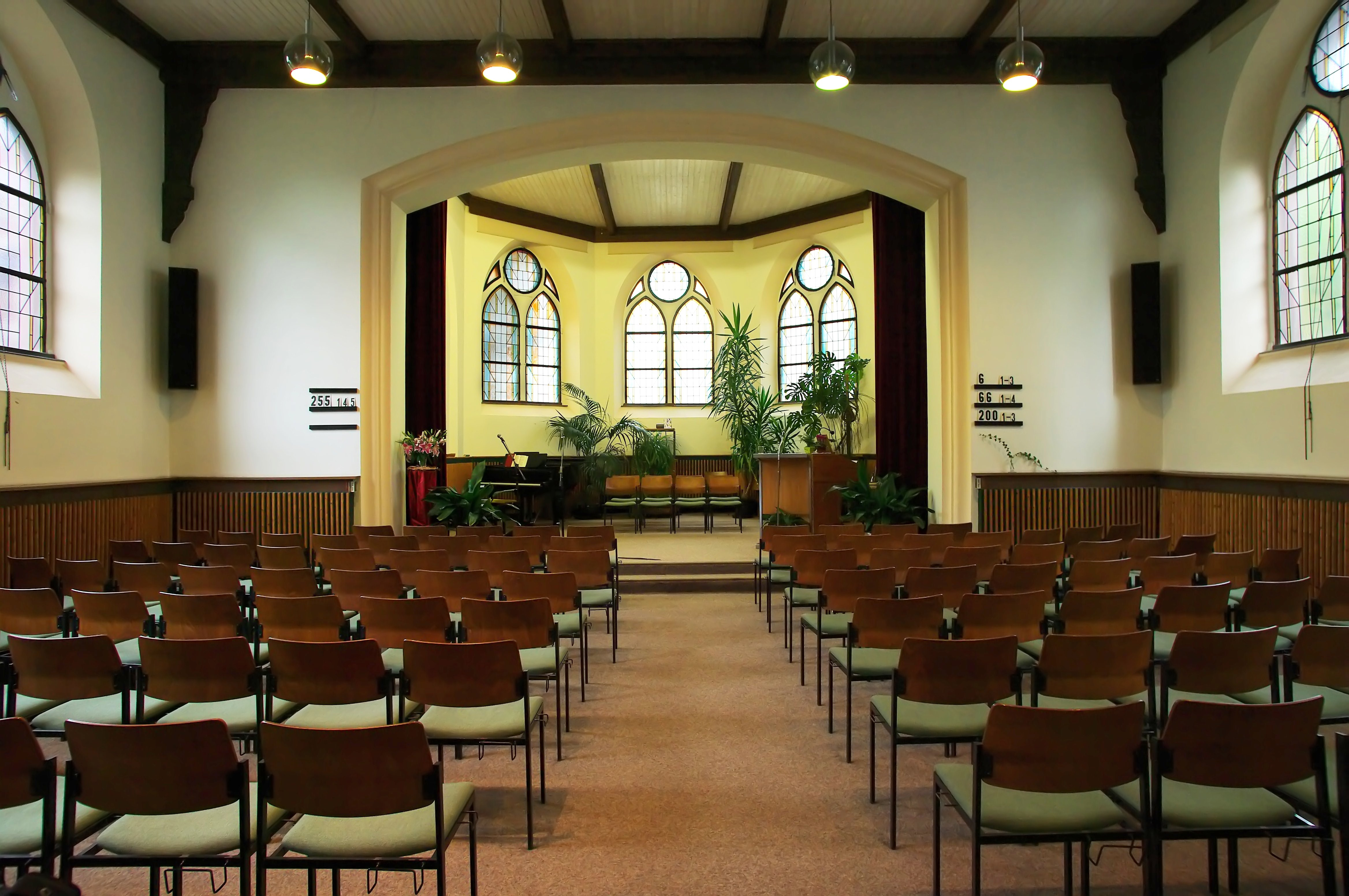
Wnętrze kaplicy we Freiburgu

Kościół Adwentystów Dnia Siódmego w Niemczech (właściwie: Wolny Kościół Adwentystów Dnia Siódmego, niem. Freikirche der Siebenten-Tags-Adventisten) – adwentystyczny związek wyznaniowy w Niemczech, będący częścią globalnego Kościoła Adwentystów Dnia Siódmego. W 2017 roku Kościół liczył 558 zborów i 34 tysięcy wiernych. Niemcy były wyjątkowo trudnym krajem dla adwentystów. W latach 90. XX wieku rozpoczął się proces kurczenia Kościoła.

## Historia

### Trudne początki

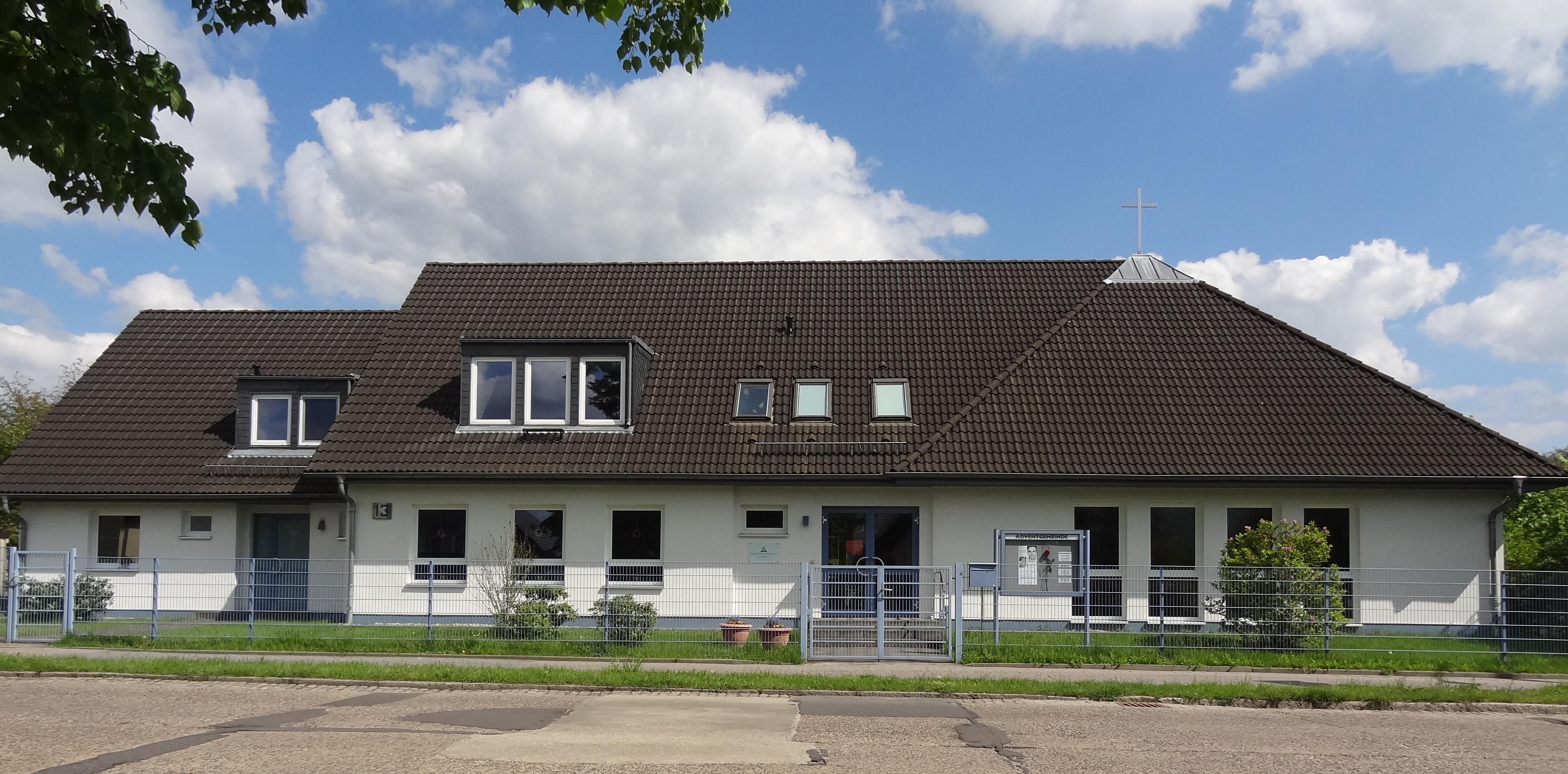
Zbór adwentystyczny w Chociebużu

Do Europy adwentyści przybyli po roku 1874. Przybył wtedy do Bazylei John Nevins Andrews, jako oficjalny misjonarz KADS. W 1888 roku przybył do Niemiec Ludwig Richard Conradi, znany ze skutecznego krzewienia adwentyzmu wśród niemieckojęzycznych Amerykanów. W 1889 roku założył siedzibę Kościoła w Hamburgu. Conradi założył także szkołę adwentystyczną we Friedensau, w pobliżu Magdeburga, nazwano ją Friedensau Misyjne Seminarium .

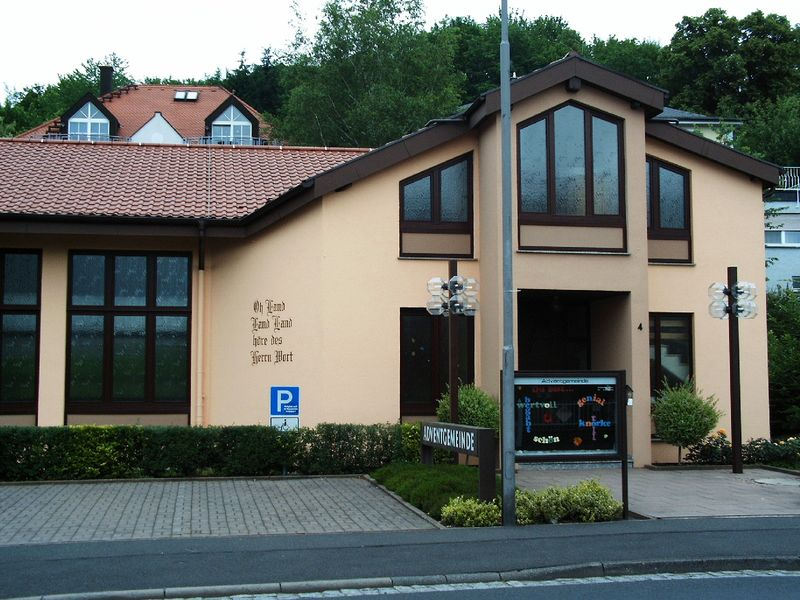
Adventgemeinde Gelnhausen

Adwentyści natrafiali na wiele utrudnień w Niemczech ze strony państwa, do najważniejszych należało nie posyłanie dzieci do szkoły niedzielnej, a drugim był negatywny stosunek do służby wojskowej. Skutkowało to uwięzieniami. Po pewnym czasie władze zgodziły się na szkoły sobotnie. Odmowa służby wojskowej wynikała z niechęci brania broni do ręki, co uzasadniano przykazaniem „nie zabijaj” oraz zakazem pracy w sabat .
W czasie I wojny światowej europejscy przywódcy adwentystyczni musieli po raz pierwszy ustosunkować się do problemu służby wojskowej w warunkach wojny. 2 sierpnia 1914 roku najpierw G. Dail, sekretarz Oddziału Europejskiego, oraz dwa dni później H.F. Schuberth, przewodniczący Zjednoczenia Wschodnioniemieckiego zadeklarowali pisemnie udział w działaniach wojennych. W czasie I wojny światowej z powodu odmowy służby wojskowej niektórzy młodzi adwentyści zostali rozstrzelani. Liczba osób, które straciły życie z tego powodu nie jest znana. W atmosferze odpowiedzialności za młodych wyznawców Conradi podjął decyzję uczestnictwa adwentystów w działaniach wojennych. W 1916 roku trzej główni przywódcy adwentystyczni w Niemczech w broszurze „Der Christ und der Krieg” (pol. Chrześcijaństwo i wojna) złożyli deklarację podejmowania służby wojskowej przez członków Kościoła, a także pełnienia jej w szabat. Spowodowało to wykluczenie z głównego nurtu adwentystów ponad 2000 osób sprzeciwiających się służbie wojskowej i utworzenie Kościoła Adwentystów Dnia Siódmego Ruch Reformacyjny.
W 1915 roku władze ogólnoświatowego Kościoła potępiły decyzję Conradiego, ogłaszając, że „Kościół jest negatywnie nastawiony do wszelkiej przemocy”, dopuszczając uczestnictwo adwentystów w działaniach wojennych głównie w służbach medycznych. Potwierdzające stanowiska podejmowano jeszcze w roku 1920 i 1922, oceniono, że Conradi zawiódł jako kościelny przywódca .

### Okres nazizmu

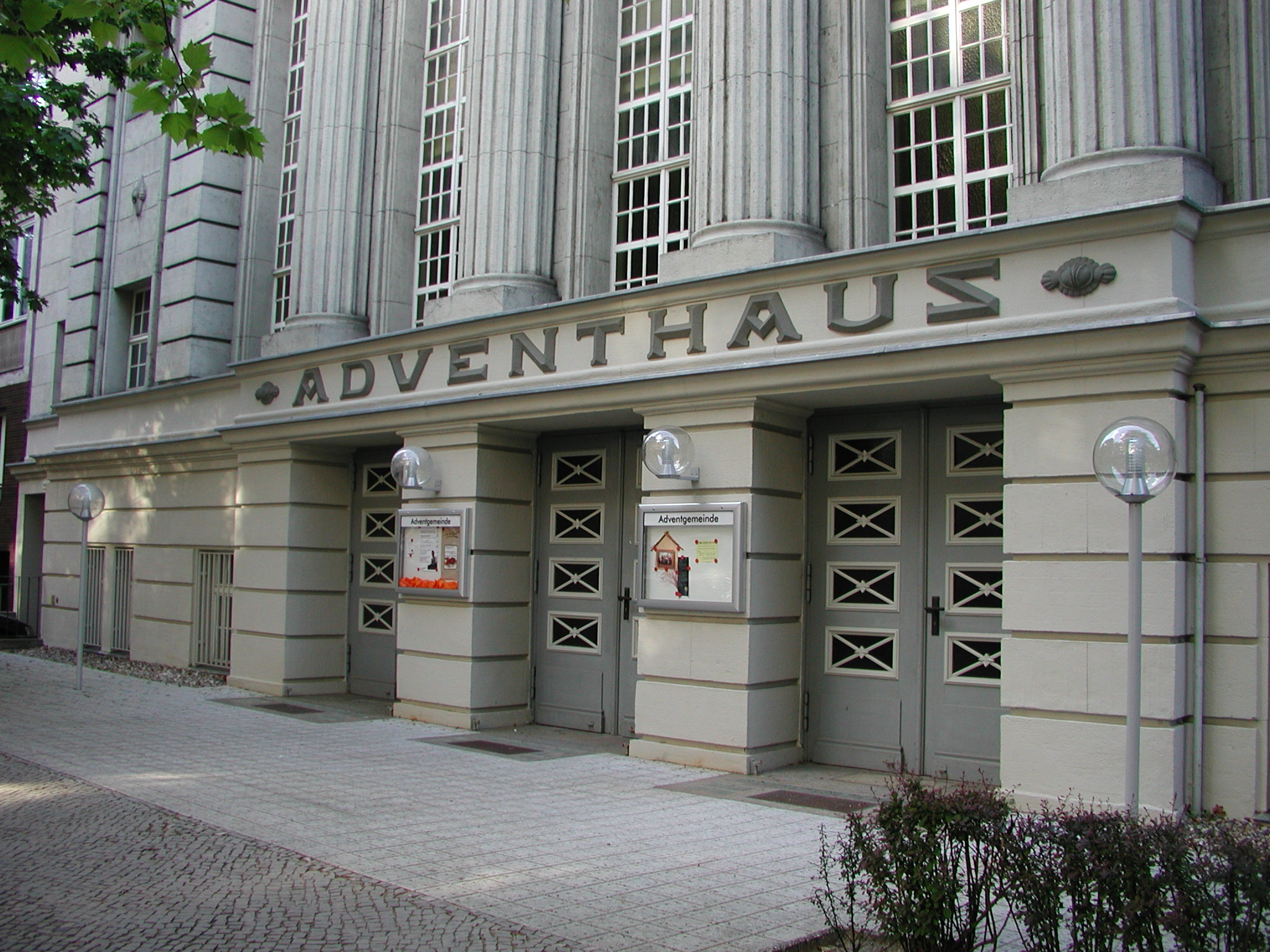
Dom adwentowy w Wilmersdorf

Dojście Hitlera do władzy entuzjastycznie zostało przyjęte przez adwentystycznych liderów. Adolf Minck uznał to za ożywczy powiew ducha reformacji. Richard Müller uznał Hitlera za wybrańca Bożego, chwalił go za unikanie alkoholu, nikotyny i wegetariański styl życia. W latach 30. XX wieku adwentyści wspierali Hitlera, gdyż uważali też, że Hitler jest gwarantem wolności religijnej. We Friedensau, miasteczku z wysokim procentem adwentystów, 99,9% mieszkańców zagłosowało na nazistów podczas wyborów parlamentarnych. Hitler cieszył się popularnością wśród adwentystów ze względu na wegetarianizm, unikanie alkoholu, kawy i herbaty. Adwentysta Zdravko Plantak przypuszcza, że wspieranie Hitlera wynikało z braku dostępu do wiarygodnych źródeł informacji. 26 listopada 1933 roku III Rzesza zabroniła adwentystom oraz innym nielicznym kościołom prowadzenia legalnej działalności, jednak po upływie zaledwie dwóch tygodni ponownie zalegalizowano adwentystów, ponieważ uznano, że jest to związek wyznaniowy o „pozytywnym” charakterze. 29 kwietnia 1936 roku państwo zabroniło prowadzenia działalności adwentystom reformowanym. Wkrótce potem zwierzchnicy ADS wydali dyrektywę, w której zabronili swoim wyznawcom utrzymywania kontaktów z reformowanymi adwentystami . Z nakazu nazistowskiej władzy polecono wyłączyć z Kościoła wszystkich adwentystów o żydowskim pochodzeniu i zabroniono udzielania im pomocy. Jednak nie wszyscy adwentyści posłuchali tego nakazu i w tajemnicy udzielali pomocy Żydom .
Zarówno niemieccy, jak i austriaccy adwentyści poparli Anschluss. W roku 1938 w ramach usuwania żydowskiego słownictwa „szkołę sobotnią” zamieniono na „szkołę biblijną”, a „sabat” na „dzień odpocznienia” . Na łamach adwentystycznych pism nie protestowano ani przeciw eugenice, ani przeciw eutanazji.
Podczas wojny państwo zasadniczo biorąc zezwalało adwentystom na prowadzenie działalności, jednak poza niektórymi wyjątkami. 24 stycznia 1941 roku zabroniono Kościołowi działać na Górnym Śląsku, 4 kwietnia 1941 roku w Gdańsku i Prusach Zachodnich, a 9 maja 1941 roku na Dolnym Śląsku. Kościół wielokrotnie składał petycje o udzielenie zgody na ponowną działalność, ale bez efektu. Nabożeństwa odbywały się w prywatnych mieszkaniach wiernych.
Według danych z 1943 roku powołano do Wehrmachtu ogółem 5993 adwentystów, w tym 259 pastorów i 1844 „sympatyków”. Jedynie 754 z nich, czyli około 12%, służyło w służbie sanitarnej. Po wojnie Minck utrzymywał, że około 95 procent pastorów służących w Wehrmachcie było w służbie medycznej lub administracji. Do 1943 roku 1957 adwentystów otrzymało wyróżnienia wojskowe, a 550 poległo w boju. Prawdopodobnie była to najbardziej udekorowana grupa wyznaniowa w tamtych czasach. Dokładne statystyki po roku 1943 nie są znane. Ogółem podczas drugiej wojny światowej zginęło około 3030 adwentystów (ofiary wojskowe i cywilne).
James Lamar McElhany, prezydent Generalnej Konferencji Adwentystów Dnia Siódmego, w piśmie do Adolfa Mincka z kwietnia 1947 roku, domagał się oczyszczenia przywództwa Kościoła z nazistowskich elementów. Jednak według oceny mjr J.C. Thompsona w maju 1948 roku adwentyści byli jednym z nielicznych Kościołów, które wciąż nie dokonały oczyszczenia. Po wojnie przywódcy Kościoła tłumaczyli, że ich polityka z okresu nazistowskiego motywowana była troską o przetrwanie Kościoła. Corrie Schroder zarzuciła, że uczynili to tylko dlatego, by ocalić samych siebie . Badacze są zgodni, że w przededniu dojścia Hitlera do władzy najważniejszą dla niemieckich adwentystów rzeczą było zachowanie sabatu, a wolność religijną pojmowali przede wszystkim jako możliwość przestrzegania sabatu.
Dopiero w 2005 roku adwentystyczni liderzy z Niemiec oraz Austrii wydali wspólne oświadczenie, w którym wyrazili głęboki żal za wspieranie nazizmu. Daniel Heinz, dyrektor archiwów Kościoła adwentystów we Friedensau oświadczył: „Przywódcy Kościoła zaadaptowali nawet część antysemickiej ideologii od nazistów; w niektórych sytuacjach, uczynili oni więcej niż było potrzeba dla zadowolenia (nazistowskiej) władzy. Jest to coś naprawdę dziwnego dla nas” .

## Statystyka

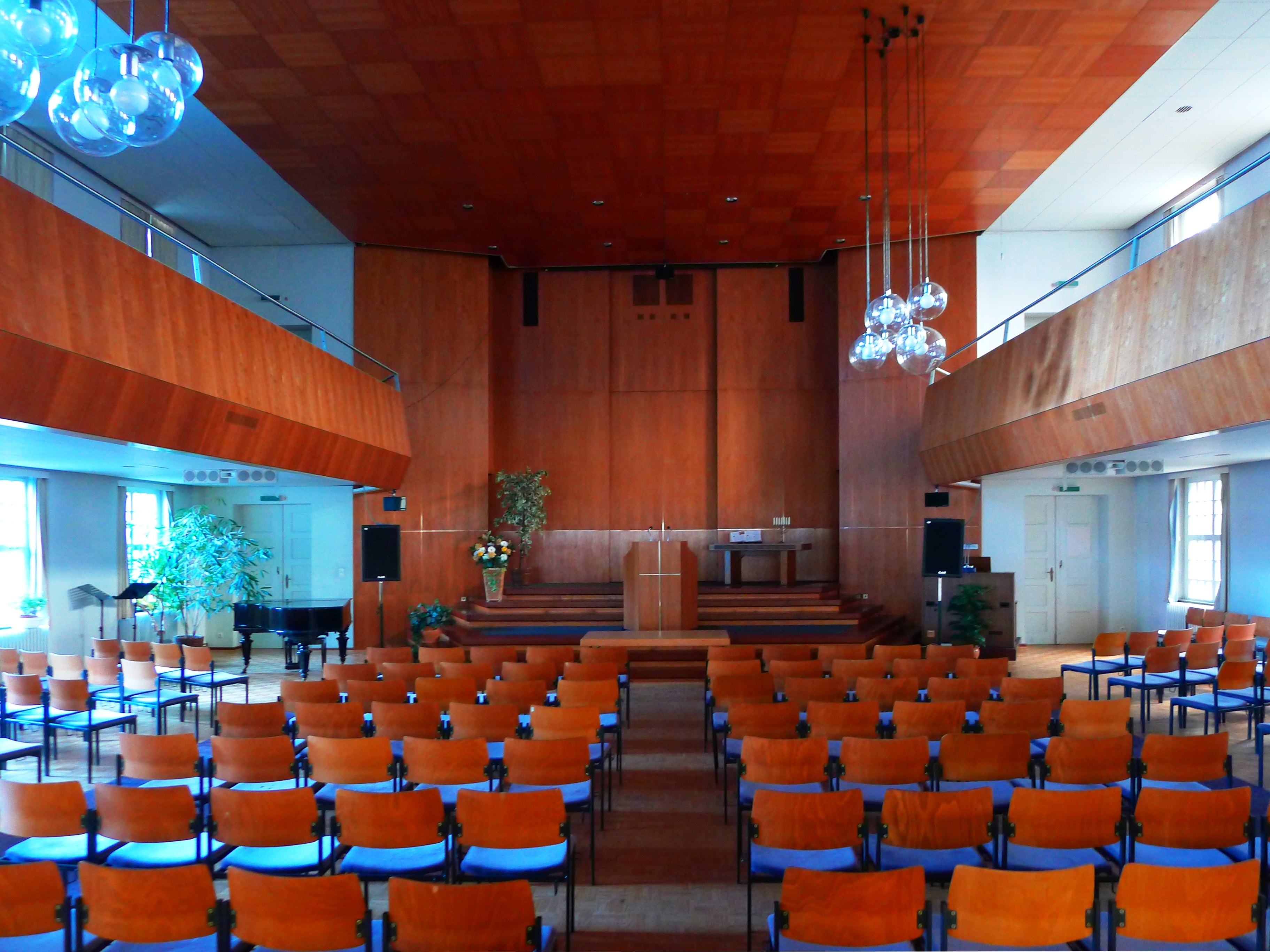
Berlin-Wilmersdorf

W 1901 roku w Niemczech było 1959 wiernych skupionych w 3 diecezjach i 63 zborach.
W roku 1933 w Niemczech było 36 278 adwentystów, w chwili wybuchu II wojny światowej liczba ta wynosiła 38 323, co oznacza wzrost o 2045 osób. Wzrost ten zawdzięczano programowi misyjnemu z roku 1934. Po przesunięciu granic w 1945 roku i utracie części terytoriów na rzecz Polski oraz ZSRR 16 468 adwentystów znalazło się poza granicami Niemiec. 1 stycznia 1946 roku trzy niemieckie unie liczyły łącznie 26 891 członków, skupionych w 653 zborach, obsługiwanych przez 280 duchownych.
Kościół Adwentystów Dnia Siódmego w Niemczech stanowi połączenie Północnoniemieckiej Unii Diecezji oraz Południowoniemieckiej Unii Diecezji, posiada zatem dwa ośrodki władzy (siedziby) w Hanowerze oraz Ostfildernie. Kościół należy do Wydziału inter-europejskiego Kościoła Adwentystów Dnia Siódmego.
Od końca lat 90. XX wieku liczba wiernych nieznacznie się zmniejsza. W roku 1999 KADS w Niemczech liczył 35 599 ochrzczonych dorosłych osób oraz 11 300 dzieci, skupionych w 569 zborach, obsługiwanych przez 360 pastorów. W 2012 roku było 34 982 ochrzczonych dorosłych osób, skupionych w 563 zborach.
W 2017 roku było 34 348 ochrzczonych dorosłych osób, skupionych w 558 zborach.